# Gymnaspis mangiferae
Gymnaspis mangiferae är en insektsart som beskrevs av Ramakrishna Ayyar 1924. Gymnaspis mangiferae ingår i släktet Gymnaspis och familjen pansarsköldlöss. Inga underarter finns listade i Catalogue of Life.